# こんぱち
こんぱち（カタカナでコンパチとも）は、いわゆるデコピンに相当する相撲用語。
大相撲の世界では、初めて髷を結えるようになった力士は、親方や先に髷を結った兄弟子に挨拶回りをする仕来りがある。この時迎える親方や兄弟子は記念としてコンパチを行ない、油銭（ゆせん、これから髷を結うために必要な鬢付け油の代金という意味）を渡すことが慣例となっている。なお、コンパチの回数や油銭の金額は兄弟子の地位によって異なり、番付が高いほど回数も金額も多くなる。